# جون إف. هايز
جون إف. هايز هو مؤرخ وكاتب للأطفال وكاتب كندي، ولد في 5 أغسطس 1904، وتوفي في 1 نوفمبر 1980.